# Soudan aux Jeux olympiques d'été de 2020
Le Soudan participe aux Jeux olympiques de 2020 à Tokyo au Japon. Il s'agit de sa 13e participation à des Jeux d'été.

## Athlètes engagés
| Sport      | Hommes | Femmes | Total |
| ---------- | ------ | ------ | ----- |
| Athlétisme | 1      | 0      | 1     |
| Aviron     | 1      | 0      | 1     |
| Judo       | 0      | 1      | 1     |
| Natation   | 1      | 1      | 2     |
| Total      | 3      | 2      | 5     |

## Résultats

### Athlétisme
| Athlète     | Épreuve        | Séries  | Séries | Demi-finales | Demi-finales | Finale  | Finale  |
| Athlète     | Épreuve        | Temps   | Rang   | Temps        | Rang         | Temps   | Rang    |
| ----------- | -------------- | ------- | ------ | ------------ | ------------ | ------- | ------- |
| Sadam Koumi | 400 m masculin | 46 s 26 | 5e     | Éliminé      | Éliminé      | Éliminé | Éliminé |

### Aviron
| Athlète       | Compétition | Séries         | Séries | Repêchages     | Repêchages | Quarts de finale | Quarts de finale | Demi-finales                   | Demi-finales | Finale                 | Finale |
| Athlète       | Compétition | Temps          | Rang   | Temps          | Rang       | Temps            | Rang             | Temps                          | Rang         | Temps                  | Rang   |
| ------------- | ----------- | -------------- | ------ | -------------- | ---------- | ---------------- | ---------------- | ------------------------------ | ------------ | ---------------------- | ------ |
| Esraa Khogali | Skiff       | 10 min 18 s 27 | 6e     | 10 min 25 s 94 | 5e         | Non disputé      | Non disputé      | Demi-finale E/F 10 min 23 s 52 | 4e           | Finale F 10 min 5 s 32 | 32e    |

### Judo
| Athlète              | Compétition | 1er tour            | 2e tour                      | Quart de finale            | Demi-finale         | Repêchage           | Finale              | Rang    |         |
| Athlète              | Compétition | Adversaire Résultat | Adversaire Résultat          | Adversaire Résultat        | Adversaire Résultat | Adversaire Résultat | Adversaire Résultat | Rang    |         |
| -------------------- | ----------- | ------------------- | ---------------------------- | -------------------------- | ------------------- | ------------------- | ------------------- | ------- | ------- |
| Mohamed Abdalarasool | - - - - -   | Moins de 73 kg      | Nourine Victoire par forfait | Butbul Défaite par forfait | Éliminé             | Éliminé             | Éliminé             | Éliminé | Éliminé |

### Natation
| Athlète        | Épreuve                 | Séries       | Séries | Demi-finales | Demi-finales | Finale   | Finale   |
| Athlète        | Épreuve                 | Temps        | Rang   | Temps        | Rang         | Temps    | Rang     |
| -------------- | ----------------------- | ------------ | ------ | ------------ | ------------ | -------- | -------- |
| Abobakr Abass  | 100 m brasse masculin   | 1 min 4 s 46 | 45e    | Éliminé      | Éliminé      | Éliminé  | Éliminé  |
| Haneen Ibrahim | 50 m nage libre féminin | 34 s 49      | 80e    | Éliminée     | Éliminée     | Éliminée | Éliminée |